# Rukopis zelenohorský
Rukopis zelenohorský (zkratka RZ), původně zvaný Libušin soud  (LS), je rukopis s literárním textem popisujícím soudní proces vedený kněžnou Libuší, který byl údajně objeven roku 1817 na zámku Zelená Hora. Obsahuje části dvou básní, jejichž děj se kladl do 8.–10. století. Vydával se tedy za středověkou literární památku a stal se spolu s Rukopisem královédvorským (RK) předmětem sporu o Rukopisy (RKZ). Od konce 19. století se považuje za falzum z doby údajného nálezu, ale zastánci rukopisů sdružení v České společnosti rukopisné důkazy padělání neuznávají.

## Historie rukopisu

### Objev

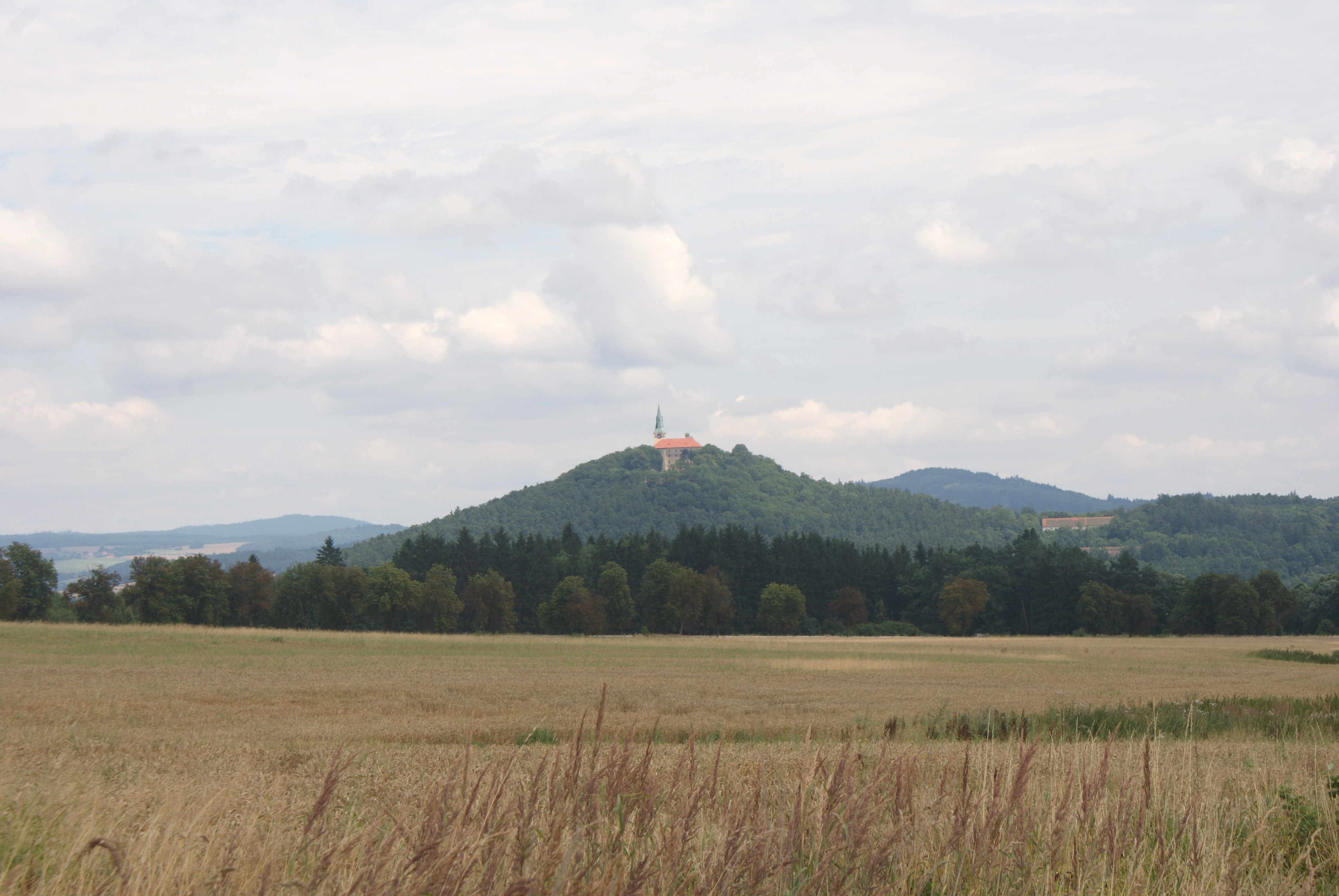
Zelená hora

Rukopis byl v listopadu 1818 anonymně zaslán nejvyššímu purkrabímu hraběti Františku Antonínu Kolovratovi jako dar pro nově zřízené Vlastenecké muzeum v Čechách. Protože tehdy nebylo známo, odkud rukopis pochází, byl podle svého obsahu nazýván Libušin soud. Údajným odesilatelem byl panský úředník Josef Kovář ze zámku Zelená hora u Nepomuku, což zjistil a zveřejnil až roku 1859 historik Václav Vladivoj Tomek, a teprve pak se začalo používat označení Rukopis zelenohorský.
Samotný nález se údajně odehrál tak, že si důchodní Kovář někdy v roce 1817 všiml v hospodářských prostorách v přízemí zámku zaprášených pergamenů, a když je vlhkou houbou otřel, objevilo se písmo. Nepomucký děkan a další vzdělanci z okolí po zhlédnutí rukopisu navrhli poslat ho do Prahy do vznikajícího muzea. Kvůli obavám z tehdejšího zámeckého pána Jeronýma Colloredo-Mannsfelda, který byl odpůrcem českého obrozeneckého hnutí, to ale jeho zaměstnanec udělal raději anonymně. V té době zdejší zámeckou obrazárnu uspořádával František Horčička, malíř, restaurátor a falzifikátor obrazů a dobrý známý Václava Hanky.

### Vydání
Poté, co Josef Dobrovský po zhlédnutí faksimile vytvořeného Antonínem Puchmajerem označil (zatím neveřejně) rukopis za padělek, byl text nejprve publikován v Polsku, kam jeho opis zaslal lékař a propagátor kultury starověké Indie Antonín Jungmann. V Čechách poprvé vyšel až v roce 1822 v časopise Krok (č. 3, str. 48–61), péčí Antonína a jeho známějšího bratra Josefa Jungmanna, který text doplnil novočeským překladem a vysvětlivkami.
Od roku 1829 byl Libušin soud obvykle vydáván společně s Rukopisem královédvorským. Byl také hojně překládán do němčiny a dalších světových jazyků, zvláštní zájem byl o  překlady do ostatních slovanských jazyků.

### Spory o pravost

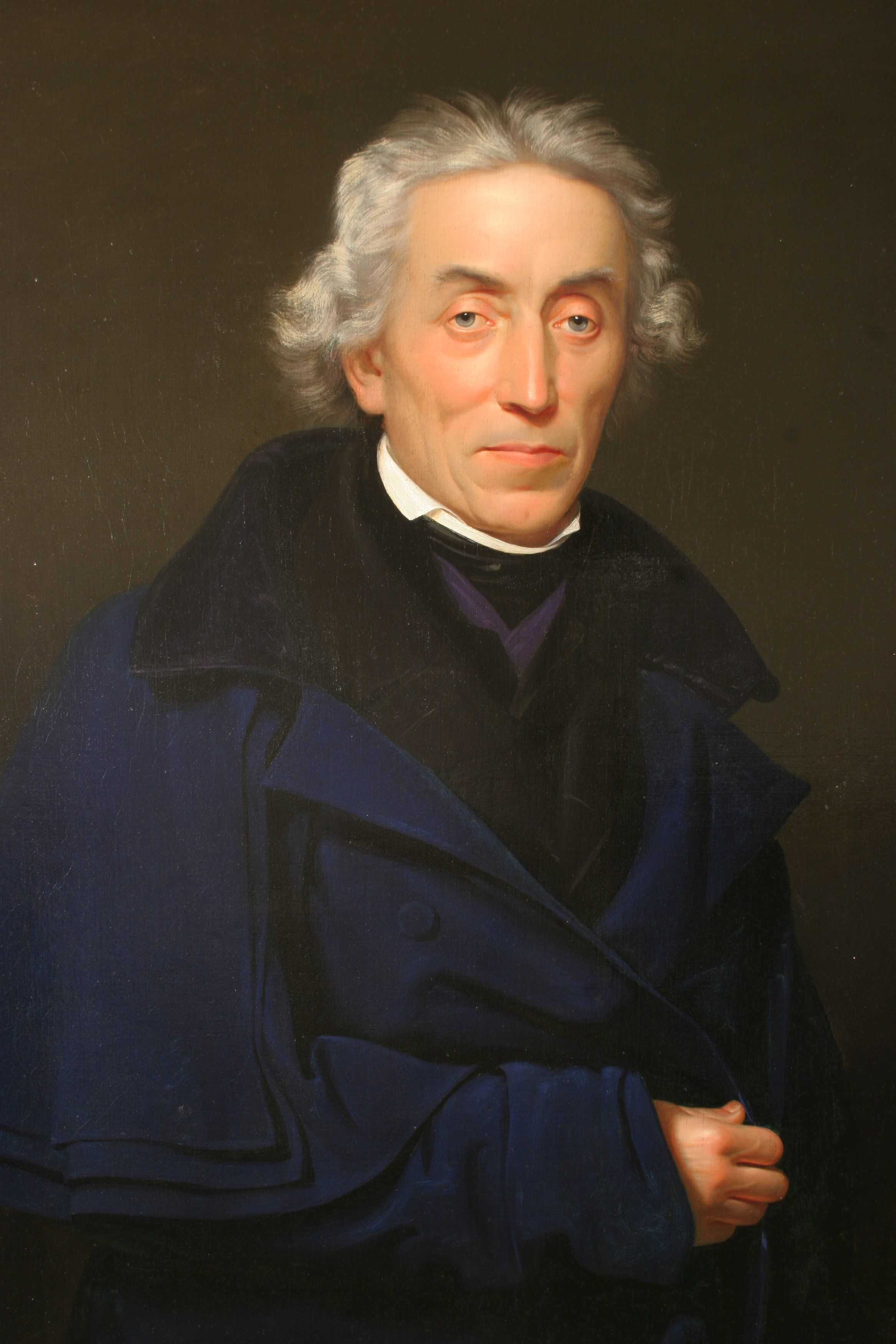
Dobrovský první RZ označil za falzum (portrét od Františka Tkadlíka, 1820)

Pochybnosti o pravosti Rukopisu zelenohorského vyvstaly ihned po jeho objevení. V Praze se Rukopis zelenohorský dostal do rukou Josefa Dobrovského, patriarchy české slavistiky a jazykovědy, který jej ihned odmítl jako falzum. Veřejně tak rázně učinil v reakci na Jungmannovo vydání rukopisu v německém článku Literární padělek (Literarischer Betrug) roku 1824, čímž byl vlastně zahájen celý spor o Rukopisy. Obhajoby se namísto Jungmanna ujal Václav Alois Svoboda, především německy publikující básník z okruhu Václava Hanky. Dobrovský ještě sepsal k RZ všestranný kritický rozbor, ale za jeho života se spor zásadně nerozhořel. Poté pravost RZ, ale i Rukopisu královédvorského (RK), odmítal další přední slavista, slovinský Kopitar, který své závěry publikoval od roku 1837. Proti tomu se postavil Pavel Josef Šafařík a František Palacký, kteří oba rukopisy bránili jako pravé a tak byly pak v české společnosti přijímány.
Pro zpochybnění RZ byl rozhodující rok 1877, kdy Adolf Patera odhalil, že většina českých glos v latinském Mater verborum je padělána. Tyto jazykové poznámky tvořily oporu autentičnosti jazykových zvláštností RZ, proti kterému následně vystoupili v letech 1878–1879 Alois Vojtěch Šembera a Antonín Vašek, kteří za padělatele označili Václava Hanku, Šembera i Josefa Lindu, u kterého nacházel shodu s jeho románem Záře nad pohanstvem z českého dávnověku, který napsal v době nálezu RZ. To pak podnítilo kritické zkoumání dalších památek jimi objevených, jako RK nebo Píseň vyšehradská. Spor o RKZ a související rukopisy následně naplno propukl od roku 1886, kdy se do něj významně zapojili jazykovědec Jan Gebauer, filosof Tomáš Garrigue Masaryk, historik Jaroslav Goll a další. V té době se chemickou zkouškou prokázal jako falzum i zlomek Evangelia sv. Jana se staročeským meziřádkovým překladem a tím padla další jazyková opora pravosti RZ. Tehdy skončila hlavní fáze sporů, které však v následujícím období ještě doznívaly. 

## Popis

### Podoba rukopisu

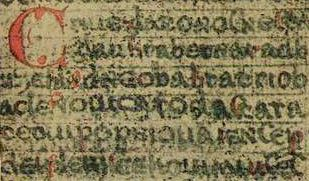
Detail rukopisu s iniciálou „C“, strana 2, verše 12–17 (necelé)

Rukopis tvoří dva pergamenové dvojlisty o rozměru 22,4 × 16 cm., tedy osm stran textu. Pergamen je hrubě opracován a je značně poškozen. Text je psán primitivním pravopisem (používaným do konce 13. století) a litery jsou majuskule i minuskule seřazené in contiuo, bez zřetele k veršové stavbě. Kromě páté strany se 17 řádky má rukopis na straně vždy 16 řádků textu. Běžný text je psán železitoměďnatým inkoustem dnes zelené barvy. Text je ozdoben čtyřmi červenými rumělkovými iniciálami (A, C, V, D) a řadou rumělkových majuskulí. Dále se v textu hojně vyskytují červené miniové značky neznámého účelu. Rukopis má též pro snadnější čtení rumělkou provedené červené rubrikování dříků počátečních písmen jednotlivých slov, neboť je psán in continuo, bez mezer.
Dnes je uložen v oddělení rukopisů a vzácných tisků Knihovny Národního muzea v Praze pod signaturou 1 A b 1.

### Literární obsah
Rukopis obsahuje části dvou básní, 9 závěrečných veršů Sněmů a 112 veršů Libušina soudu. Obě skladby jsou psány 10-slabičným veršem.
Sněmy jsou jen krátký fragment a vztahují se ke společenskému uspořádání.
Libušin soud líčí spor bratří Chrudoše a Šťáhlava o dědictví po jejich zemřelém otci Klenovici. Chrudoš si podle německého prvorozeneckého práva nárokuje celé dědictví. Spor rozhodne kněžna Libuše na zasedání zemského soudu na Vyšehradě: bratři se mají podle českého práva rozdělit na polovic. Nato se Chrudoš rozhněvá a kněžnu nařkne: „Běda ptákům, k nimž se zmije vplíží, běda mužům, kterým žena vládne!“ Poté se Libuše vzdává svých soudních pravomocí, a vyzývá sněm k volbě vladaře. Zde báseň končí, její závěr v rukopisu chybí.
Motiv Libušina soudu, který muži nelibě nesou a požadují proto mužského vládce, kterým se stane Přemysl Oráč, je známý i z kronik Kosmovy, Dalimilovy a Hájkovy. Jeho podání v RZ se stalo např. podkladem libreta Smetanovy opery Libuše.

### Ukázka z textu
Čtvrtá strana rukopisu začíná svoláváním lechů na sněm:
...
po Radovan ot Kamena Mosta,
po Jarožir ot Bred vletorěčných,
po Strěžibor ot Sázavy ladny,
po Samorod se Mžě striebronosné,
po vsie kmeti, lechy i vladyky,
i po Chrudoš, i po Staglav, bratry
rozvaděma o dědiny otné.
Kda sě sněchu leši i vladyky
v Vyšegradě
prokní stúpi rozenia dle svégo.
Stúpi kněžna v bielestvúcí rízě,
stúpi na stól oten v slavně sněmě.
Dvě věglasně děvě
vyučeně věščbám Vítězovým,
u jednéj sú desky pravdodatné,
u vtoréj meč krivdy kárajúcí,
protiv ima plamen pravdozvěsten
i pod nima svatocúdná voda.
(přepis novočeským pravopisem podle Julia Enderse z roku 1993)

## Hodnocení

### Historický význam domnělé starobylé památky
Obě skladby mají pocházet z přelomu 9. a 10. století; kdyby byly pravé, byly by tak nejstarší česky psanou památkou vůbec. Libušin soud byl podle této představy písní, která byla původně recitována a určena k poslechu a k zapamatování, nikoliv k četbě. V době národního obrození se RZ společně s Rukopisem královédvorským stal pro některé významnou vzpruhou, pro jiné nacionalistickým symbolem.
Tento soud měl dokládat demokratický ráz slovanské společnosti v době před přijetím křesťanství. Tehdejší soudnictví mělo být na velmi vysoké úrovni a měl existovat psaný zákoník („desky pravdodatné“). Jednání probíhalo za účasti lechů, vladyků a kmetů. Ti po vynesení rozsudku odevzdávali své hlasy, které byly sčítány. O právních vztazích se také dozvídáme z písně Sněmy. V tomto krátkém textu, který je závěrem zpěvu, je vysvětleno právní uspořádání rodového majetku.

### Falzum (většinový názor)
Většinovým názorem je, že RKZ nepochází ze středověku, ale jedná se o účelová falza z doby národního obrození. Za jejich nejvíce pravděpodobné autory jsou považováni Václav Hanka a Josef Linda.
Podobné padělky se objevily v literárních dějinách několika evropských národů. Známý je např. podvrh Jamese Macphersona, jenž v letech 1761-63 sestavil fragmenty středověké lidové skotské epické poezie do velkého cyklu, který pojmenoval Ossianovy zpěvy. V ruské literatuře v roce 1811 objevil Alexandr Ivanovič Sulakadze Hymnu Bojanovu.

### Hodnocení obhájců pravosti
Někteří autoři dodnes zpochybňují důkazy o údajné nepravosti RZ a předkládají argumenty pro jejich pravost, ale bez jasné datace. Již roku 1879 přišel Vincenc Brandl ve své obhajobě rukopisu dle paloegrafického rozboru k jeho dataci až na přelom 12. a 13. století. Jedna hypotéza současných obhájců předpokládá, že text vznikl asi v 10. století a fyzický zápis na pergamen až ve 13. století. Podle další hypotézy mohl text vzniknout až na počátku 16. století nebo v době barokní.
- Spisovatel Miroslav Ivanov (natočeno v roce 1998) vysvětluje, co vedlo obhájce k nepřijetí důkazů nepravosti:[14]

Když to zkoumal Masaryk v letech 1886 a 1887, tak díky kolektivu, který shromáždil (jazykovědec Gebauer, historik Goll, estetik Hostinský a další), dokázal, že jsou Rukopisy falešné. Ovšem jedna věda, chemie, vpadla Masarykovi do zad. Chemici totiž prohlásili, že se Rukopisy chovají jako jiné středověké památky. A tím to končilo, spor nebyl uzavřen a obhájci rukopisů se stále dovolávali tohoto chemického soudu.

- Jiří Urban (Česká společnost rukopisná) argumentuje tím, že tak literárně kvalitní falzum by nikdo nedokázal vytvořit:[14]

Pokusy vysvětlit rozpor mezi vysokou estetickou hodnotou Rukopisů a Hankovou nedokonalostí a nízkou básnickou úrovní tím, že to vzniklo nějakou kolektivní spoluprací, trefně okomentoval Jan Neruda: „Dva mazalové se spojí a budou malovat jako Rafael.“ Poukázal tím na to, že stvořit umělecké dílo takovýmto způsobem nepřichází v úvahu.

Kamil Bednář, známý překladatel z angličtiny, vážený básník, usiloval o přeložení Rukopisů do moderní češtiny. Také se mu to zdařilo, vyšlo to v roce 1961. Současně s tím napsal rozbor, v kterém se vyjádřil, že je velice obtížné, ba nemožné dokonale přeložit staročeský text do novočeštiny. A že ani nelze myslet na to, že by text Rukopisů byl složen novou češtinou a převeden do češtiny staré. Jde o opravdu významné stanovisko od renomovaného odborníka a je blízké i tomu, co víme od jiných básníků starší generace. Čech, Vrchlický, Neruda, Zeyer, tito všichni se vyjádřili, že by zdaleka nesvedli zbásnit něco takového, jako jsou Rukopisy.